# Gärde
Gärde est une localité suédoise située dans la commune de Krokom, dans le Comté de Jämtland. Gärde est situé sur les bords du lac Gärdesjön. Gärde se trouve à environ 70 km  d'Östersund.
Gärde est situé dans la paroisse d'Offerdal, dans les montagnes d'Offerdal. Les premières mentions écrites du nom de Gärde remontent à 1553.

## Les pétroglyphes de Gärde
Les pétroglyphes de Gärde ont été gravés environ 5000 av. J.-C.

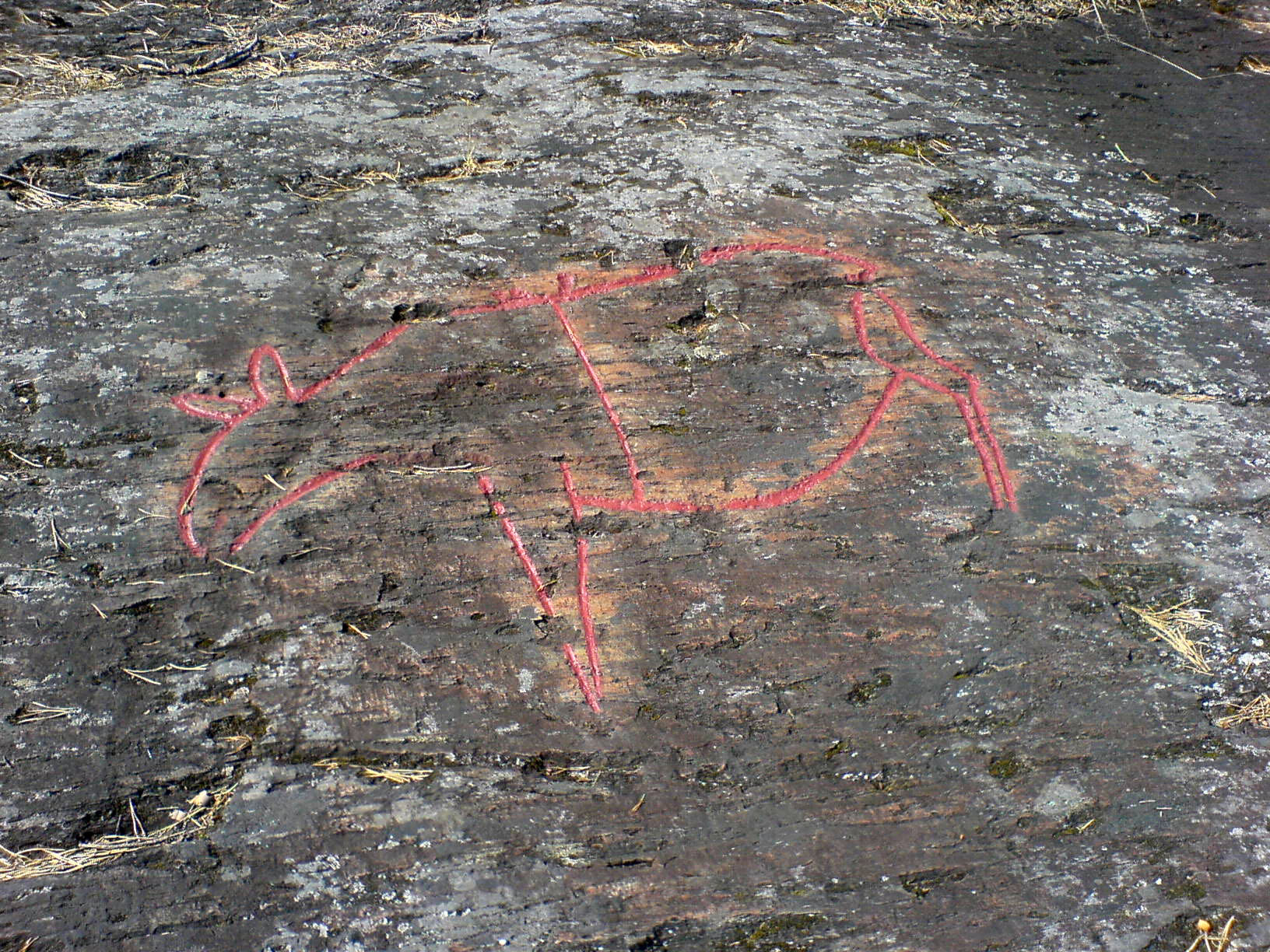
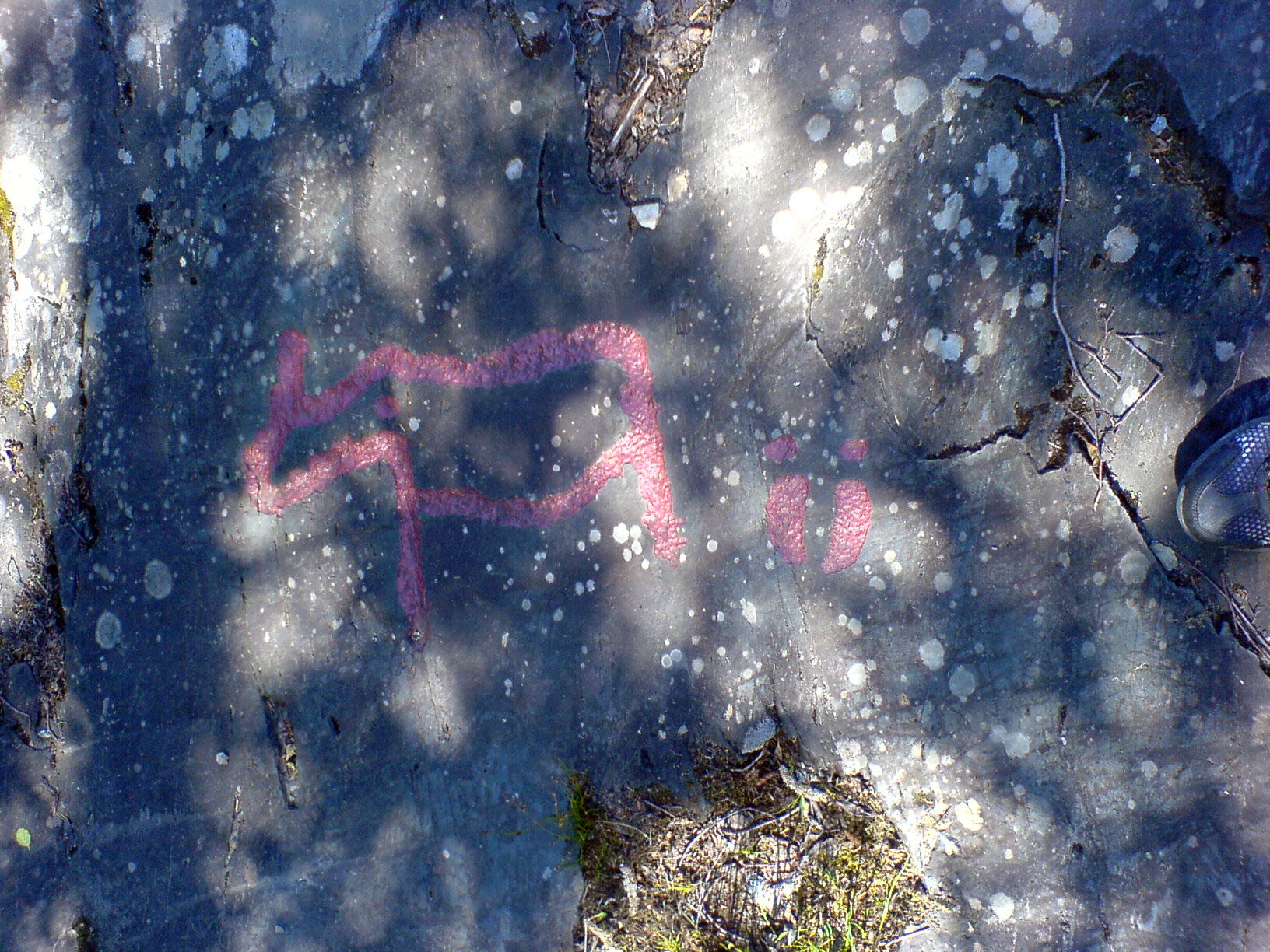
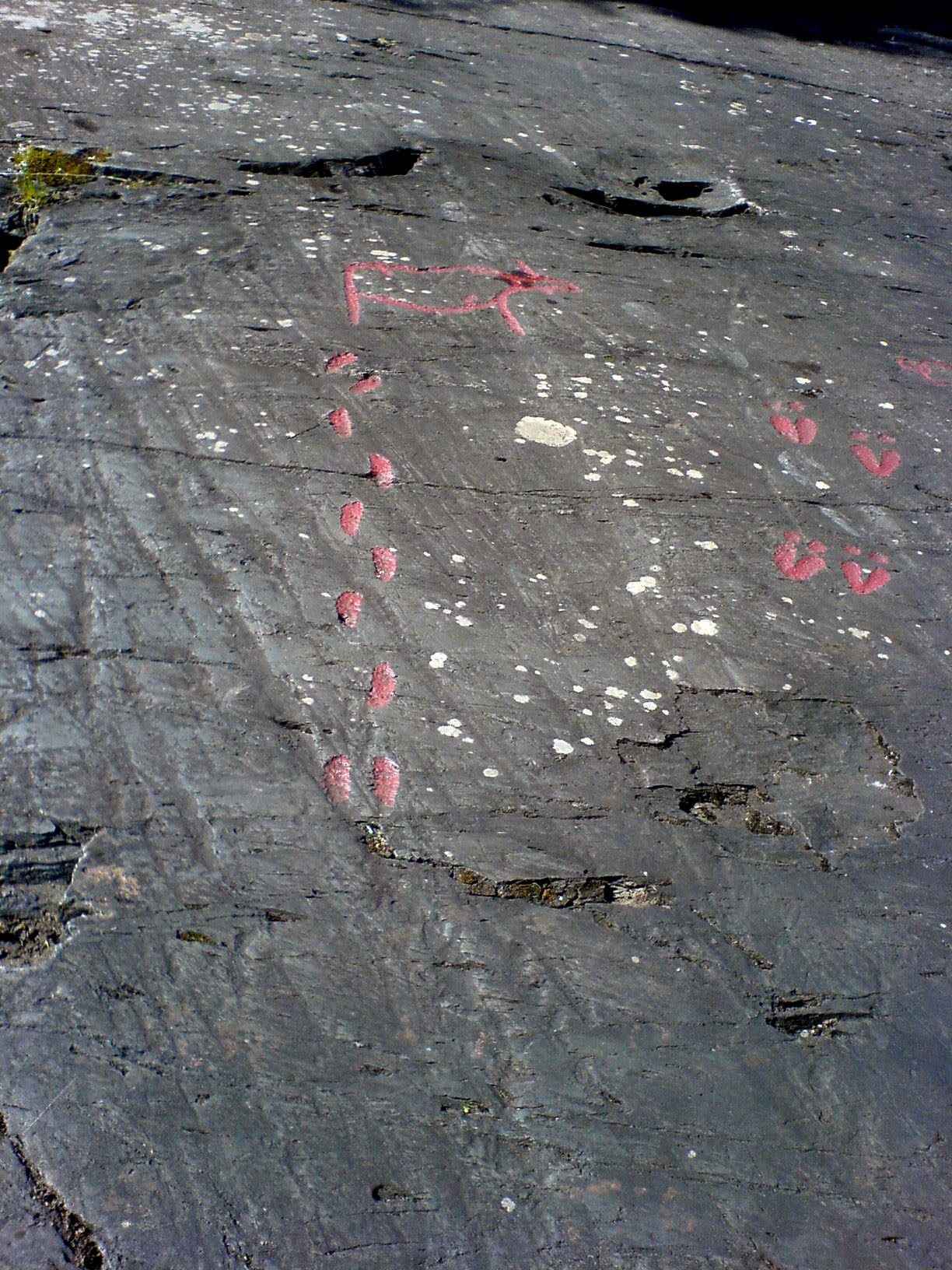